# Josef Klein (Rennfahrer)
Josef Klein (* 4. Februar 1904 in Merzig; † 17. Dezember 1973 in Mainz) war ein deutscher Motorradrennfahrer.

## Karriere
Josef Klein gewann 1926 Frankfurter Dreistädtefahrt. Ab 1927 startete er für den Zschopauer Hersteller DKW, für den er beim Kolberger Bäderrennen hinter dem BMW-Fahrer Ernst Jakob Henne den zweiten Platz im 750-cm³-Lauf belegte. Im September desselben Jahres gelang ihm bei der Frankfurter Dreistädtefahrt in der Kategorie bis 1000 cm³ der erste Sieg. 1928 siegte er beim AVUS-Rennen in der großen Klasse. Im selben Jahr belegte der während seiner Zeit bei DKW in Waldkirchen wohnhafte Klein beim Großen Preis von Italien den zweiten Platz.
Im Jahr 1929 gewann Josef Klein den 500er-Lauf des Hannoveraner Eilenriederennens und musste sich in der Halbliterklasse der Deutschen Meisterschaft nur dem Godorfer BMW-Fahrer Hans Soenius mit einem Punkt Rückstand geschlagen geben. Vor dem letzten Meisterschaftslauf der Saison auf dem Schleizer Dreieck hatte Klein mit den BMW-Werksfahrern Soenius und Karl Otto Stegmann punktgleich an der Spitze der Gesamtwertung gelegen. Stegmann führte mit seiner kompressorgeladenen Maschine das Rennen an, musste aber wegen eines Schadens am Hinterreifen aufgeben. Soenius konnte sich schließlich gegen Klein durchsetzen und sicherte sich seinen dritten deutschen Meistertitel in Folge in der Halbliterkategorie. Des Weiteren siegte Josef Klein 1929 beim Lückendorfer Bergrennen und auf Horex beim 1000-cm³-Lauf von Rund um Schotten. Auch international war Klein wieder erfolgreich. Bei der im April auf Sizilien ausgetragenen Targa Florio motociclistica wurde er Dritter. Im Mai gewann er in Budapest die Ungarische TT in der 500er-Klasse, außerdem war er beim 350er-Rennen um den Großen Preis von Polen siegreich.
Bei der Ende Oktober 1929 anlässlich der Weltausstellung im spanischen Barcelona in L’Ametlla del Vallès ausgetragenen Motorrad-Europameisterschaft errang Josef Klein den größten Erfolg seiner Laufbahn. Im Lauf der 175-cm³-Klasse lieferte er sich mit dem italienischen Benelli-Fahrer Riccardo Brusi ein hartes Duell. Vor allem dank seiner hervorragenden Kurventechnik entschied Klein das Rennen für sich und wurde auf der ARe 175 175er-Europameister.
1930 siegte Josef Klein erneut beim 1000er-Rennen auf der Eilenriede sowie in Königsbrück. Im folgenden Jahr gewann er in Frankfurt am Main auf DKW die Deutsche Bahnmeisterschaft in der 175-cm³-Klasse. Diesen Erfolg konnte er 1933 wiederholen. 1934 siegte er auf Norton bei den 350-cm³-Rennen auf der Eilenriede und beim Eifelrennen auf der Nordschleife des Nürburgrings. Das Eifelrennen über zwölf Runden bzw. 273,720 km gewann er in 2:46:07,4 Stunden mit 25 Sekunden Vorsprung vor dem Zweitplatzierten Ernst Loof auf Imperia.
Am 1. Juli 1934 verunglückte Josef Klein im 350-cm³-Lauf um den Großen Preis von Deutschland auf dem damaligen Badberg-Viereck um Hohenstein-Ernstthal schwer. Er kam mit seiner DKW von der Strecke ab, prallte gegen einen Baum und zog sich dabei derart schwere Kopfverletzungen zu, dass er seine aktive Laufbahn beenden musste. Überhaupt ging der Große Preis von Deutschland für Motorräder 1934 als eine der schwärzesten Stunden in die Geschichte des Motorradsports ein. Nachdem es bereits in den Trainingsläufen einen Toten gegeben hatte, verunglückten im Halbliterlauf drei Spitzenfahrer tödlich – der 500er-Europameister von 1933, Gunnar Kalén aus Schweden sowie die beiden belgischen FN-Werksfahrer Noir und Pol Demeuter.
Josef Klein starb am 17. Dezember 1973 in Mainz, wo er auf dem Hauptfriedhof seine letzte Ruhestätte fand.

## Statistik

### Erfolge
- 1929 – 175-cm³-Europameister auf DKW
- 1929 – Deutscher 500-cm³-Vizemeister auf DKW
- 1931 – Deutscher 175-cm³ Bahnmeister auf DKW
- 1933 – Deutscher Bahnmeister

### Rennsiege
| Jahr | Klasse   | Maschine | Rennen                        | Strecke               |
| ---- | -------- | -------- | ----------------------------- | --------------------- |
| 1924 | 150 cm³  | Allright | Feldbergrennen                | Hohe Mark–Sandplacken |
| 1924 | 350 cm³  | Allright | Feldbergrennen                | Hohe Mark–Sandplacken |
| 1929 | 500 cm³  | DKW      | Eilenriederennen              | Eilenriede            |
| 1929 | 500 cm³  | DKW      | Ungarische TT                 | Budapest              |
| 1929 | 1000 cm³ | Horex    | Rund um Schotten              | Schottenring          |
| 1929 | 175 cm³  | DKW      | VI. Großer Preis der F.I.C.M. | L’Ametlla del Vallès  |
| 1930 | 350 cm³  | DKW      | Eilenriederennen              | Eilenriede            |
| 1930 | 1000 cm³ | Horex    | Rund um Schotten              | Schottenring          |
| 1931 | 500 cm³  | Horex    | Bäderrennen                   | Misdroy (Ostseering)  |
| 1934 | 350 cm³  | Norton   | Eilenriederennen              | Eilenriede            |
| 1934 | 350 cm³  | Norton   | Marienberger Dreieckrennen    | Marienberger Dreieck  |

## Verweise